# Pseudaptinus oviceps
Pseudaptinus oviceps är en skalbaggsart som beskrevs av Vandyke. Pseudaptinus oviceps ingår i släktet Pseudaptinus och familjen jordlöpare. Inga underarter finns listade i Catalogue of Life.